# Чир (річка)

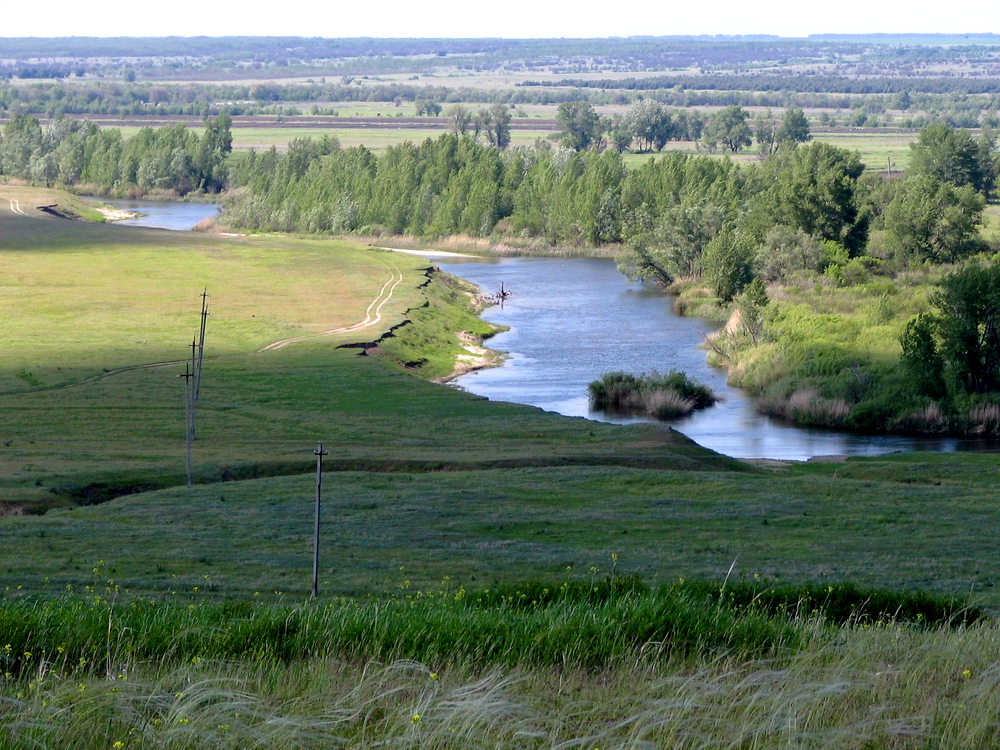

Чир (рос. Чир) — річка у Ростовській й Волгоградській областях Росії, права притока Дону. Тепер впадає до Цимлянського водосховища. Річка є одним з гіпотетичних місць битви київського князя Ігоря з половцями.
Довжина річки — 317 км, площа водозбірного басейну — 9580 км². Впадає в Цимлянське водосховище за 456 км вище гирла Дону.
Бере початок у Боковському районі Ростовської області й тече по її Совєтському й Обливському районах; у Волгоградській області тече Суровікінським районом.

## Фізико-географічна характеристика
Чир бере початок на Донській гряді (вище хутора Іллічівка). У верхів'ї Чир досить близько підходить (кілометрів на 15) до Дону, причому гребінь вододілу наближається до Дону майже на 5 км. Західний вододіл з Калитвою також підходить майже впритул до річки, внаслідок чого праві притоки Чира мають вигляд великих балок, завдовжки не більш 10-15 км. Надалі Чир повертає на південний схід й поступово віддаляється від Дону.
У верхній течії долина річки широка, неглибокою і досить симетрична. Висота і крутизна обох берегів однакова, лівим берегом тягнуться піски. Впадають зліва ряд довгих балок й маловодні річки (Чорна, Крива і Цуцкан), але сам Чир у верхів'ях досить глибокий і утворює хороші плеса. Основний напрямок течії з північно-заходу на південний-схід.
Нижче гирла річки Куртлак починається середня течія Чира, що повертає прямо на південь. Тут правий берег різко крутий до обривистого, лівий — пологий і непомітно переходить у пологі схили вододільного степу, вкриті рухомими пісками. В середньому й нижньому плині Чир має значну ширину й глибину та постійну течію, що підтримується джерелами, що живляться підземними водами піщаних терас. Нижче хутору Солонецький річка Чир повертає на схід, й у районі міста Суровикіно — на південний схід.

### Притоки
Основні притоки:
- р. Гусинка (п)[5]) — 262 км від гирла
- р. Чорна — (л)[5] — 246 км від гирла
- р. Іллінка — (л)[5] — 228 км від гирла
- р. Вербовка — (п)[5] — 222 км від гирла
- р. Крива — (л)[5] — 221 км від гирла
- р. Цуцкан — (л)[5] — 194 км від гирла
- р. Куртлак — (л)[5] — 160 км від гирла
- р. Грязна — (п)[5] — 124 км від гирла
- р. Машка — (л)[5] — 106 км від гирла
- р. Березова — (л)[5] — 30 км від гирла
- р. Добра* — (л)[5][6]
- р. Лиска* — (л)[5][7]

## Гідрологія
Внаслідок значного випаровування у весняно-літній період, основне живлення річка отримує в період весняного сніготанення. Річний стік зазвичай характеризується високою весняною повінню і низькою літньо-осінньої та зимової меженню.
Розрахункові максимальні витрати води в м3/с, гирло

### Населені пункти
Основні населені пункти: станиці Каргинська, Боковська, Краснокутська, Совєтська, Обливська (Ростовська область), місто Суровикіно (Волгоградська область).

## Дані водного реєстру
За даними державного водного реєстру Росії відноситься до Донському басейнового округу, водогосподарська ділянка — Чир, без річки Чир, річковий підбасейн річки — Дон між впадінням Хопра та Сіверського Дінця. Річковий басейн річки Дон (російська частина басейну).